# Pericallia confluens
Pericallia confluens là một loài bướm đêm thuộc phân họ Arctiinae, họ Erebidae.